# Cornelis Johannes van der Aa

Zeilschepen in de branding; Öl auf Leinwand.

Cornelis (Cees) Johannes van der Aa (* 14. Juli 1883 in Almelo; † 31. Juli 1950 ebenda) war ein niederländischer Maler und Kunsthändler.
Studienreisen führten Cornelis Johannes van der Aa nach Deutschland und Italien, in die Schweiz sowie nach Österreich. Danach lebte er in seiner Heimatstadt Almelo, wo er eine Kunstgalerie betrieb. Als Maler bildete er seinen Stil in der Tradition der Haager Schule. Er schuf Stadtansichten, Landschaftsbilder der Umgebung Almelos und Stillleben. Sein Sohn Johannes Henricus Maria van der Aa (* 1913) zog 1948 nach Kanada und war ebenfalls als Maler und Kunsthändler tätig.